# Škoda Favorit (1936)
De Škoda Favorit is een middenklasse auto die door Škoda in Tsjecho-Slowakije werd gemaakt van 1936 tot 1941. De originele Favorit 904 heeft een 1.802 cc zijklepmotor en werd gebouwd tussen 1936 en 1939. Deze werd opgevolgd door de Favorit 923 (verkocht als Favorit 2000 OHV) die een 2.091 cc kopklepmotor heeft en werd gebouwd van 1938 tot 1941.
Geen van beide typen verkocht goed, dus stopte Škoda de productie om zich te concentreren op andere producten. Škoda blies de modelnaam in 1987 nieuw leven in voor de succesvolle compacte Favorit.

## Geschiedenis
In de jaren dertig introduceerde Škoda een nieuw gamma auto's gebouwd op een ruggegraatchassis. Als eerste verscheen in 1934 de compacte Škoda Popular, gevolgd door de grote Superb. De middenklasse Rapid werd in 1935 toegevoegd, de Favorit was de laatste die gelanceerd werd en ging in 1936 in productie. Het was een middenklasse model, groter en krachtiger dan de Rapid maar kleiner en zuiniger dan de Superb.

### Type 904

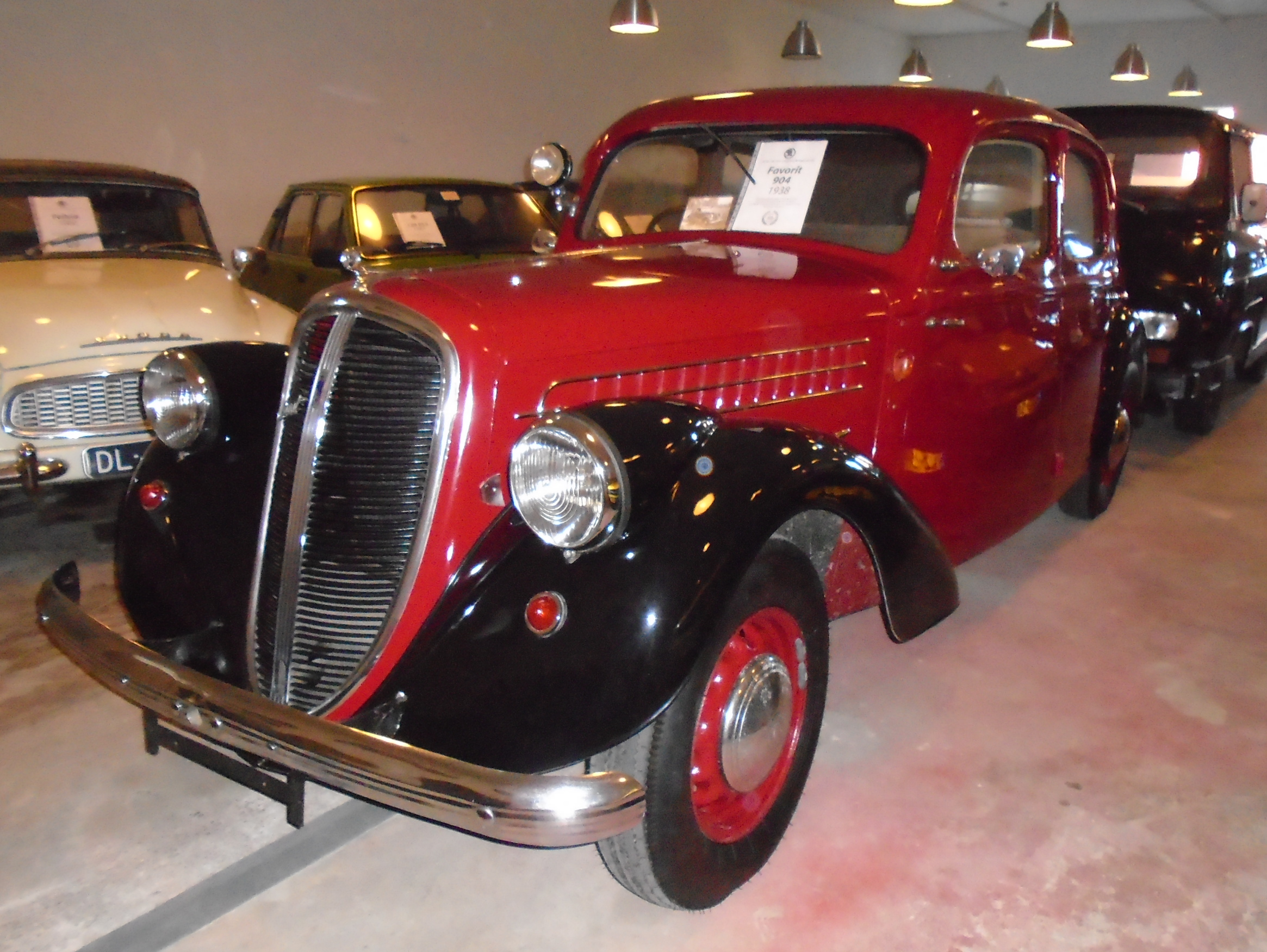
Škoda Favorit 904

De Favorit 904 had een viercilinder zijklepmotor van 1.802 cc die 38 pk (28 kW) produceerde en een topsnelheid van 95 km/u mogelijk maakte. Met een constante snelheid van 60 kilometer per uur was het brandstofverbruik 14 of 15 liter per 100 km. Qua carrosserie was er keuze tussen een twee- en vierdeurs sedan en er was ook een ambulance-versie. De Favorit had rondom onafhankelijke wielophanging, achter door middel van pendelassen.
De verkopen waren teleurstellend. Škoda probeerde het drie jaar lang met de 904 maar toen de productie in 1939 werd gestaakt, waren slechts 169 stuks gebouwd. Export speelde nauwelijks een rol van betekenis maar het enige bekende overgebleven exemplaar bevindt zich in Nederland.

### Type 923

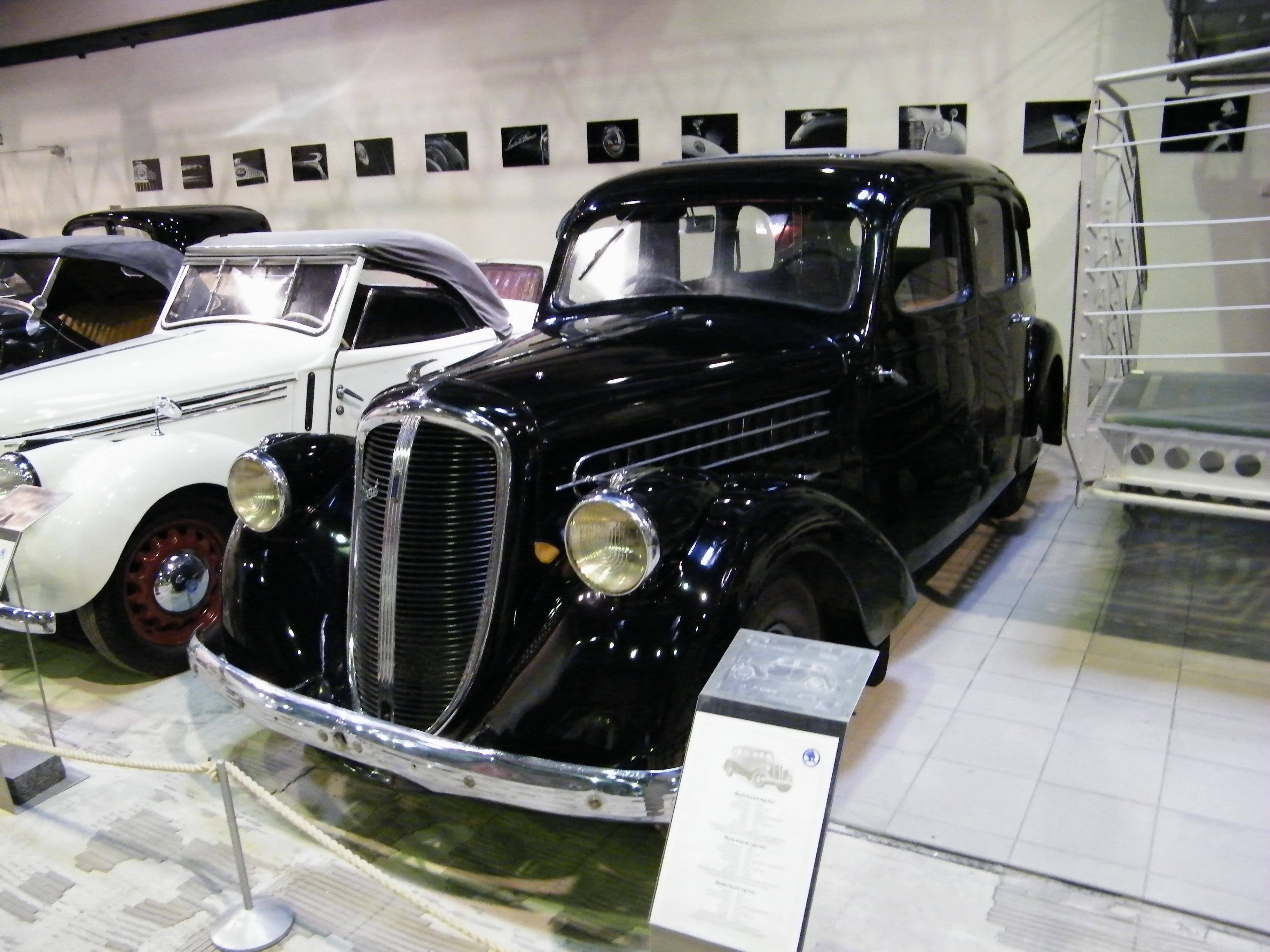
Škoda Favorit 923 in het Škodamuseum in Mladá Boleslav

Škoda herzag de motor en lanceerde in 1938 het type 923, dat op de markt werd gebracht als de Favorit 2000 OHV. Škoda had de motor vergroot tot 2.091 cc en maakte er een kopklepper van, waarmee het vermogen toenam tot 40,5 pk (30,2 kW) en de topsnelheid tot 110 km/u. De verbeterde prestaties zorgden niet voor een betere verkoop. Škoda had slechts 54 exemplaren van de 2000 OHV gebouwd toen het in 1941 de productie stopzette.
Vanaf 1939 gebruikte Škoda de 2.091 cc kopklepmotor in een nieuwe 1.5 tons vrachtauto, de Škoda 150. Na de Tweede Wereldoorlog bleef de vrachtauto in productie, eerst als Aero 150 en vervolgens tot 1951 als Praga A150.